# Submaster
Ein Submaster bezeichnet bei einem Lichtmischpult oder Audiomischpult einen speziellen Fader mit der Möglichkeit, mehrere Kanäle in einer so genannten Subgruppe auf ihm zu bündeln. Damit lässt sich zum Beispiel eine Gruppe von Scheinwerfern oder Audiokanälen zusammenfassen und gemeinsam steuern.

## Lichtmischpulte
Oftmals lassen sich Submaster bei Lichtmischpulten über „Flash“-Taster voll aufblenden, solange die Taste gedrückt wird. Damit lassen sich z. B. ganze Gruppen von Scheinwerfern passend zum Musikstück einschalten.
Einige Lichtmischpulte bieten auch die Option, die Submaster mit gespeicherten Szenen oder sogar ganzen Abläufen zu belegen. Diese lassen sich dann in der Intensität mit dem Fader regeln.

## Audio-Mischpulte
Bei einem Audio-Mischpult liegen entsprechend auf einem Submaster mehrere Audiosignale, die dann gleichzeitig mit nur einem oder zwei Fadern z. B. in der Lautstärke beeinflusst werden können (z. B. das Schlagzeug oder der Chor).
Zu beachten ist hierbei, dass sich bei herkömmlicher Technik ggf. die Effektanteile (z. B. Hall) bei den über den Submaster geregelten Signalen verändern können, falls der Effekt nicht ebenfalls über den Submaster geregelt wird (was meist der Fall ist, wenn nur eine beschränkte Anzahl von Effektgeräten zur Verfügung steht). Dies lässt sich vermeiden durch den Einsatz von (meist nur in teuren Mischpulten vorhandenen) VCA-Gruppen. Bei diesen werden die Signale nicht wie üblich über eine weitere Lautstärkeregelung (eben den Submaster-Regler) geführt, sondern es werden per Steuerspannung die Fader der ausgewählten Originalkanäle in der Lautstärke geregelt. Dies führt damit auch zu einer Anpassung der Effektanteile, da diese i. d. R. hinter den Kanalfadern („Post-Fader“) abgegriffen werden.